# L'Armée des fleuves perdus
L'Armée des fleuves perdus (titre original italien : L'armata dei fiumi perduti) est un roman de l'écrivain italien Carlo Sgorlon paru en 1985. Il a reçu le prix Strega la même année et une traduction française de Soula Aghion en a été publiée chez Flammarion deux ans plus tard.
Le cadre du roman est celui du Frioul italien en 1944-1945. Un village de Carnie voit affluer une compagnie de Cosaques à qui les Nazis avaient promis la création d'un Kosakenland,.